# Hipotalamusz

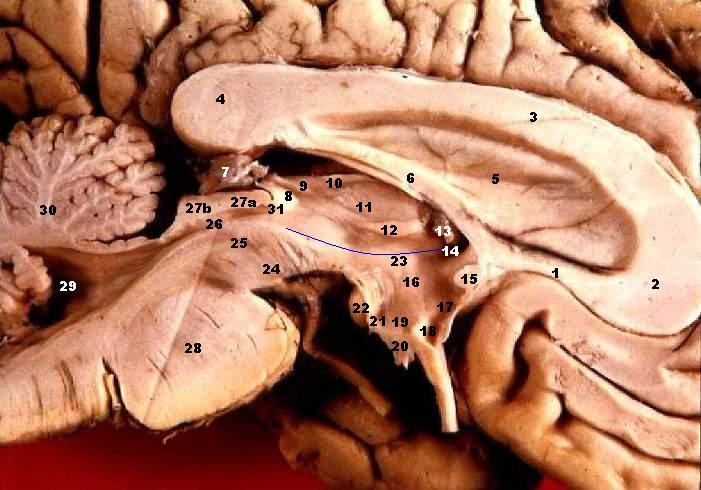
A bal agyfélteke medialis felszínének részlete az agy sagittalis metszetén (anatómiai készítmény). A hipotalamusz lefelé keskenyedő háromszögletű lemeze a kép középső-alsó részén van. A hipofízisnyelet az agyalapi mirigy fölött elmetszették

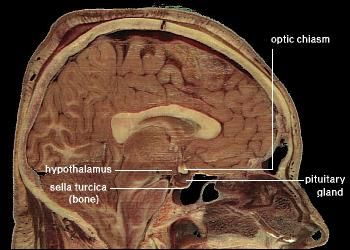
A hipotalamusz helye az agyban

A hipotalamusz (hypothalamus, az ógörögből  képezve szó szerint a "kamra alatti" agyi rész) a köztiagynak a talamusz alatti részén található, vékony agyállományból álló lemez. A hipotalamusz a látóideg kereszteződéstől az emlőtestek hátsó széléig terjed. A talamusz alatt a harmadik agykamra oldalfalát képezi. A központi idegrendszernek egy viszonylag kis részét alkotja, ugyanakkor eléggé központi helyzetben van, közel a limbikus rendszerhez, a talamuszhoz, a felszálló és leszálló pályákhoz, és az agyalapi mirigyhez (hypophysis). Mikroszkóposan idegsejtek alkotják, amelyek csoportokba rendeződve, nagy- és kissejtes magokat alkotva helyezkednek el. Sajátos funkciója a neuroszekréció: az egyik nagy sejtes magja az antidiuretikus hormont (ADH) termeli, míg a másik az oxitocint. Előbbi anyag a vesékben a víz visszaszívódását fokozza (és vérnyomásemelő hatása is van), az utóbbi a méhizomzat összehúzódását és a tejelő emlő tejkiürítését segíti elő. A kis-sejtes magvak a hormonok felszabadulását segítő ill. azokat gátló faktorokkal mintegy vezérlik a hormonális rendszert. Ennek következtében a hipotalamusz a szervezet minden fontos élettani működését befolyásolja. Kontrollálja és integrálja az autonóm idegrendszer és az endokrin rendszer működését, alapvető szerepet játszik a szervezet homeosztázisának (a belső környezet részei dinamikus állandóságának) fenntartásában. Közreműködik a testhőmérséklet szabályozásában, a testfolyadékok viszonylagosan állandó összetételének biztosításában, a táplálék- és vízfelvétel elősegítésében, a szexuális viselkedés és a limbikus rendszer közreműködésével az érzelmi élet alakításában. Hozzátartozik ehhez a magok fő kapcsolatainak ismertetése, különös tekintettel a hipotalamusz és az agyalapi mirigy közötti összeköttetésekre.

## A  hipotalamusz szerkezete és működései

A hipotalamusz (középen pirossal jelölve) (animáció)

A hipotalamusz szabályozza a szervezet belső környezetének viszonylagos állandóságát (homeosztázis) az autonóm idegrendszeren és a hormonális (endokrin) rendszeren keresztül, és alapvető szerepet játszik az érzelmi (emocionális) magatartásban. Ebben a részben áttekinthetjük a hipotalamusz elhelyezkedését és határait, valamint azok a különböző magokat, amelyek kialakítják ezt a fontos területet. Hozzátartozik ehhez a magok fő kapcsolatainak ismertetése, különös tekintettel a hipotalamusz és az agyalapi mirigy (hypophysis) közötti összeköttetésekre. A hipotalamusz életfontosságú szerv, bár nagyon kicsi, 0,3 százaléka a teljes agynak. A limbikus rendszer központjában található. Számos konvergáló és divergáló neuronális lánc találkozási helye, és megfelelő vérellátási rendszerén keresztül érzékeli a vér vegyi összetételét. A hipotalamusz megfelelő szabályozó válaszokat ad a kapott idegi és kémiai információkra. A  köztiagy része, amely a látóideg-kereszteződéstől az emlőtestek alsó széléig terjed. A talamusz alatt helyezkedik el és a harmadik agykamra aljzatát és oldalsó falainak alsó részét képezi. Laterális határát a belső tok (capsula interna) alkotja.

## A hipotalamusz magvai
Mikroszkóposan a hipotalamusz kis idegsejtekből áll, amelyek csoportokba vagy magokba rendeződnek, bár ezek közül sok nem világosan határolódik el egymástól. A magok mediális és laterális zónába rendeződve helyezkednek el. Néhány mag, mint például a nucleus preopticus, a nucleus suprachiasmatis, és a nucleus mammillaris mindkét zónát átfedi. Hangsúlyozni kell, hogy a hipotalamusz magjainak többsége nem rendelkezik jól meghatározott határokkal.

## A hipotalamusz összeköttetései
A hipotalamusz információkat kap a test többi részéből a következő módokon: 
1. idegi összeköttetések,
2. vérellátás,
3. agy-gerincvelői folyadék (liquor cerebrospinalis).

A hipotalamusz magjainak neuronjai ugyanezeken az útvonalakon keresztül válaszol és fejti ki szabályozó hatását.  Az agy-gerincvelői folyadék a hipotalamusz neuroszekréciós sejtjei és az agy távoli részei közötti összeköttetésként működhet.
1. A tractus mammillothalamicus az emlőtestből ered és a talamusz elülső magjában végződik. Itt a pálya átkapcsolódik az övtekervény (gyrus cinguli) felé.
2. A tractus mammillotegmentalis az emlőtestből ered és a középagyban a hálózatos állomány (formatio reticularis) sejtjein végződik.
3. Többszörös útvonal a limbikus rendszerhez.

## A hipotalamusz és összeköttetései az agyalapi miriggyel
A hipotalamusz az agyalapi miriggyel (hypophysis cerebri) két úton van összeköttetésben: 
1. idegrostokkal, amelyek a hipotalamusz két magjától (supraopticus és paraventricularis) magoktól az agyalapi mirigy hátsó lebenyéhez húzódnak (tractus hypothalamohypophysealis); és
2. hosszú és rövid portalis, kapillárisokból összeszedődő, majd újra kapillárisokra oszló vénás erekkel, amelyek a hipotalamusz tölcsérének (infundibulum) speciális vénás hajszálereit (sinusoidjait) összekötik az agylapi mirigy elülső lebenyének kapilláris hálózatával.

Ezek az útvonalak képessé teszik a hipotalamuszt arra,  hogy befolyásolja az endokrin (belső elválasztású) mirigyek aktivitását.

## Tractus hypothalamohypophysealis
A vasopressin (ADH = antidiuretikus hormon) és az oxytocin hormonok a hipotalamusz nucleus supraopticus és paraventricularis sejtjeiben szintetizálódnak. A hormonok az axonokon továbbítódnak együtt a neurophysin elnevezésű szállító fehérjékkel, és az axonok végződéseinél szabadulnak fel. Itt a hormonok felszívódnak a véráramba a hipofízis hátsó lebenyének lyukacsos belhártyájú (fenestrált) kapillárisaiban (fenestrált = ablakos). A vasopressin hormon (antidiureticus hormon) főleg a nucleus supraopticus idegsejtjeiben képződik. Érösszehúzódást (vasoconstrictiót) képes kiváltani. Normális élettani működését tekintve azonban sokkal lényegesebb az, hogy antidiureticus funkciója (ADH) van, amely fokozott vízfelszívódást okoz a vese distalis kanyarulatos csatornáiban és gyűjtőcsatornáiban. Ezzel szabályozni tudja a vizelet koncentrációját, és ezen keresztül a szervezet vízháztartását. A másik hormon az oxytocin, amely főleg a nucleus paraventricularisban termelődik. Az oxytocin fokozza az anyaméh (uterus) simaizomzatának összehúzódását, és az emlőmirigy végkamráit és kivezető csöveit körülvevő myoepithelialis sejtek összehúzódását okozza. A terhesség vége felé nagy mennyiségű oxytocin termelődik, amely stimulálja a méhizomzat összehúzódását a szülés során. Később, amikor az újszülöttet az emlőre helyezik, a szopással járó szívás kivált egy emlőbimbóból kiinduló idegi reflexet, amely stimulálja a hipotalamuszt, hogy több hormont termeljen. Ez elősegíti a myoepithelialis sejtek összehúzódását, és elősegíti a tej kiürülését a mellből. A nucleus supraopticus, amely a vasopressint termeli, osmoreceptorként viselkedik. Ha a magon átáramló vér ozmotikus nyomása túl alacsony, az idegsejtek növelik vasopressin termelésüket, és ennek a hormonnak az antidiuretikus hatása fokozza a víz visszaszívódását a vesében. Ezen a módon a vér ozmotikus nyomása visszatér a normális határok közé.

## A hipofízeális portális rendszer
Főleg a hipotalamusz medialis zónájában elhelyezkedő neuroszekréciós sejtek termelik a releasing, vagyis hormonkiválasztást elősegítő hormonokat és a release inhibitor, avagy a hormonkiválasztást gátló anyagokat. A hormonok membránnal határolt szemcsékbe granulák csomagolódnak és ezeknek a sejteknek az axonjai mentén szállítódnak a hipotalamusz sejtjeihez. Itt a sejtekből történő kilökődéssel (exocitosissal) felszabadulnak és bejutnak az agyalapi mirigy portális (kapuér) rendszer felső végének „ablakos”: pórusos (fenestrált) kapillárisaiba. A hipotalamusznak azokat a neuronjait, amelyek a releasing hormonokat és a release-inhibiting hormonokat termelik a hipotalamuszhoz futó afferens rostok befolyásolják. Azoknak a hormonoknak a szintje is hat rájuk, amelyeket az agyalapi mirigy által szabályozott szervek termelnek (visszacsatoló; feed-back mechanizmus).

## Az autonóm idegrendszer ellenőrzése
A hipotalamusznak szabályozó hatása van az autonóm idegrendszerre, és integrálja az autonóm idegrendszer és a belső elválasztású mirigyek (endokrin rendszer) működését, és ezeken keresztül  őrzi meg a szervezet homeosztázisát.  A hipotalamusz alapvetően egy magasabb idegi központnak tekinthető, amely ellenőrzi az autonóm központokat az agytörzsben és a gerincvelőben.

## Endokrin szabályozás
A hipotalamusz magjainak idegsejtjei a releasing faktorok és a release-inhibiting faktorok termelésével szabályozzák az  agyalapi mirigy (hipofízis; hypohysis) elülső lebenyének hormontermelését.

## A neuroszekréció
A supraopticus és paraventricularis magok szerepéről a vasopressin (ADH) és az oxytocin termelésében már korábban volt szó.

## A testhőmérséklet szabályozása
A hipotalamusz elülső része szabályozza azokat a működéseket, amelyek hőleadást eredményeznek. Ennek a területnek az aktivitása a bőr ereinek tágulatát és izzadást okoz, amelyek a hőmérséklet csökkenéséhez vezetnek. A hipotalamusz hátsó részének aktivitása  a hőmegőrzést eredményez a bőr ereinek szűkülete és az izzadás gátlása útján; valamint a hőtermelés fokozását, amikor reszketés következtében a vázizmok hőt termelnek.

## A táplálék és a víz felvételének szabályozása
A hipotalamusz oldalsó részének aktivitása éhségérzetet okoz, és fokozza a táplálékfelvételt. Ezt az oldalsó részt ezért nevezik éhségközpontnak is. A hipotalamusz medialis területének ingerülete csökkenti az étvágyat és a táplálékfelvételt. Ezt a részt ezért nevezik jóllakottsági központnak is. A jóllakottsági központ mindkét oldali tönkremenése telhetetlen falánksághoz és rendkívüli mértékű elhízáshoz vezet. A hipotalamusz más oldalsó részeinek ingerlése hirtelen erős szomjúságérzést vált ki; az a terület a szomjúságközpont. Ezen túlmenően a supraopticus magja igen pontosan szabályozza a vér ozmolaritását a hipofízis hátsó lebenyében leadott (vasopressin; antidiuretikus hormon, ADH) közvetítésével. Ez a hormon nagyban fokozza a víz visszaszívódását a vese distalis kanyarulatos csatornáiba és a kivezető csöveibe.

## Érzelem és magatartás
Az érzelem és a magatartás a hipotalamusz, a limbikus rendszer és a prefrontális kéreg működésének eredménye. A hipotalamusz az integrátora az idegrendszer egyéb területeiről beérkező információknak, amelyeket átalakít az érzelmek fizikális kifejeződésére; okozhatja a szívritmus fokozódását, emelheti a vérnyomást, szájszárazságot okozhat, kipirulást vagy sápadtságot és izzadást válthat ki, és gyakran a gyomor-bél csatorna erőteljes tovahaladó összehúzódásit (perisztaltikáját) okozza.

## A napi(cirkadián)ritmus szabályozása
A hipotalamusz szabályoz többféle napi ritmust: a testhőmérsékletet, a mellékvese aktivitását, az eosinophil granulocyták számának ingadozását, és a vese kiválasztó tevékenységét. Az alvás és ébrenlét, bár a talamusz, a limbikus rendszer és a hálózatos aktiváló rendszer aktivitásának függvénye, szintén a hipotalamusz ellenőrzése alatt áll. A hipotalamusz elülső részének károsodásai jelentősen módosítják az alvás és az ébrenlét normális váltakozását. A látóidegkereszteződés fölötti mag, amely afferens rostokat kap a recehártyából, valószínűleg fontos szerepet játszik a biológiai ritmusok szabályozásában. A fény intenzitásának változásaira létrejövő idegi ingerületek ezen a magon keresztül tudják befolyásolni a hipotalamusz számos magjának aktivitását.